# Vincent Jay
Vincent Jay (Saint-Martin-de-Belleville, 18 mei 1985) is een Franse biatleet die zeer verrassend het goud won in de sprint op de Olympische Winterspelen 2010, twee dagen later veroverde hij ook nog eens het brons op de achtervolging.

## Resultaten

### Olympische Spelen
| Jaar | Plaats    | Resultaten                                                   |
| ---- | --------- | ------------------------------------------------------------ |
| 2010 | Vancouver | 10 km sprint · 12,5 km achtervolging · 60e 20 km individueel |

### Wereldkampioenschappen
| Jaar | Plaats      | Resultaten                                                                             |
| ---- | ----------- | -------------------------------------------------------------------------------------- |
| 2008 | Östersund   | 7e 4x7,5 km estafette                                                                  |
| 2009 | Pyeongchang | 23e 20 km individueel 39e 12,5 km achtervolging 43e 10 km sprint 4e 4x7,5 km estafette |

### Wereldbeker
Eindklasseringen
| Seizoen   | Algemeen | Individueel | Sprint | Achtervolging | Massastart |
| --------- | -------- | ----------- | ------ | ------------- | ---------- |
| 2007/2008 | 83e      |             |        |               |            |
| 2008/2009 | 29e      |             |        |               |            |

Wereldbekerzeges
| Nr. | Datum            | Plaats    | Onderdeel         |
| --- | ---------------- | --------- | ----------------- |
| 1.  | 11 maart 2009    | Vancouver | 20 km individueel |
| 2.  | 14 februari 2010 | Vancouver | 10 km sprint      |